# 曾遇
曾遇（16世紀—17世紀），號傳吾，四川敘州府富順縣人，明朝政治人物。

## 生平
曾遇是萬曆十六年（1588年）戊子科四川鄉試舉人，授招遠教諭，陞江西東鄉知縣，艾南英稱他為政平易近人，吏不擾民，民不畏吏，二十五年（1597年）陞廉州同知，三十五年（1607年）署欽州知州，精明果斷，剔蠧釐奸，永安瑤族人乘虛攻陷欽州城，他得知後馳奔回城，瑤族人已經散去，他驗明死傷，死者給與棺材，生者給與醫藥，守備日益嚴密，三十六年（1608年）春季瑤族人再次圍城，他與指揮党宏謨合力防禦，對方不敢再進迫，冬季朝廷徵兵，將士驕悍使州民苦不堪言，他卻能約束部下，士兵不敢橫行，一切運糧夫役挺身出任，民力因此恢復，欽州人為他立碑記念，立祠祭祀。

## 引用
1. 1 2  同治《富順縣志·卷二十一·鄉賢志下》：曾傳吾，萬厯間為江西東鄉令，有善政，見《艾千子文集》。舊志段玉裁曰：「天傭子稱予十數年于東鄉令，君得二人焉，一為富順傳吾曾公，其為政也簡易近民，寬里胥，蠲鍰矢，吏不擾民，民不畏吏。及其晉秩瓊海，以五載為吏，而不能具千里之糧。」天傭子之言固可信，今而傳後者也則未知傳吾者其名歟，抑其字歟文獻無徵，湮沒而不傳者可勝道哉 考曾遇萬厯戊子舉人，厯任廣東廉州府同知。
2. ↑  道光《廣東通志·卷二百五十二·宦績錄二十二》：曾遇，富順人，舉人，萬厯二十五年任廉州同知，丁未冬署欽州事，精明果斷，剔蠧釐奸，不匝月以散餉之，永安猺賊乘虛陷城，報聞遇馳回賊散去，驗死傷者給與棺衾醫藥有差，明年春賊復犯城，遇與指揮党宏謨協力禦之，賊不敢逼，是冬徵兵剿賊，軍旅鱗集，約束將士，無敢有雄行於市者，事平欽人德之，立祠祀焉。 廉州府志
3. ↑  道光《欽州志·卷八·宦績志》：曾遇，四川富順舉人，廉府同知，萬厯三十五年冬署州事，精明果斷，剔蠧釐奸，不匝月以散餉之，永安交阯賊乘虛陷城，聞報馳回賊已散去，遇拊循其民傷者給醫，死者助棺，益嚴守備，三十六年春賊復來寇圍州城，遇與指揮党宏謨協力禦之，賊不敢犯，是年冬大徵兵，鱗集將士驕悍，民甚苦之，遇力遏其搾一切運糧夫役，挺身力任，民賴以甦，欽人德之立碑以記，立祠以祀焉。 舊志府志參輯